# Florida Panthers
I Florida Panthers sono una squadra professionistica di hockey su ghiaccio. Giocano nel Centro di Bank Atlantic a Sunrise, nell'area metropolitana di Miami, in Florida. Sono membri della Southeast Division della Eastern Conference della National Hockey League. I colori della squadra sono blu, oro e rosso.
La squadra è giunta per quattro volte alla finale della Stanley Cup, conquistando il suo primo titolo nella stagione 2023-24 con la vittoria sugli Edmonton Oilers per quattro gare a tre. L'anno seguente i Panthers hanno bissato il titolo, battendo di nuovo gli Oilers per quattro gare a due.

## Storia
Nel 1992 la National Hockey League approvò la creazione di due nuove squadre, gli Anaheim Mighty Ducks e, grazie all'iniziativa del milionario della Florida Wayne Huizenga, fondatore di Blockbuster Video, i Florida Panthers di Miami.
Il primo allenatore dei Panthers fu Roger Neilson. I giocatori con i migliori risultati della nuova squadra furono il portiere John Vanbiesbrouck e i giocatori di movimento Rob Niedermayer e Scott Mellanby. La prima partita dei Panthers in NHL si concluse con un pareggio contro i Chicago Blackhawks, mentre la prima vittoria giunse contro i Tampa Bay Lightning. I Panthers terminarono la loro prima stagione battendo il record per il migliore primo anno nella storia della lega, con 33 vittorie e mancando di poco la qualificazione ai playoff. Diversi commentatori ritengono che lo stile della squadra fosse eccessivamente conservativo: la squadra si concentrava sulla difesa e si pensò che lo stile dei Panthers avrebbe rovinato la lega.
Nel 1996 Doug MacLean diventò l'allenatore della squadra. Con lui alla guida vinsero quarantuno partite, la migliore nella loro categoria, e raggiunsero i play-off, in cui durante la prima serie sconfissero i Boston Bruins per 6-3. La squadra, nelle serie successive, sconfisse i Philadelphia Flyers ed i Pittsburgh Penguins, raggiungendo la finale del campionato, persa la Stanley Cup contro i Colorado Avalanche.
I Panthers iniziarono la stagione seguente con ben 17 vittorie consecutive, ma persero durante i play-off contro Wayne Gretzky e la sua squadra, i New York Rangers. L'anno dopo, il 1997, fu il peggiore per i risultati. La gestione licenziò l'allenatore Doug MacLean e la squadra vinse soltanto ventiquattro partite.
Nel 1999 la squadra acquisì Pavel Bure che li condusse, nel 2000, fino ai play-off, dove persero contro i New Jersey Devils. I successivi due anni furono di mera ristrutturazione, con scarsi risultati. Nel 2001 Wayne Huizenga vendette la squadra ad Allen Cohen, proprietario della Andrx Corporation, e a Bernie Kosar, un ex giocatore di football americano. Nel 2003 ospitarono l'All-Star game, vinto quell'anno dalla squadra della Western Conference.
Al termine della stagione 2011-2012, i Panthers vinsero la SouthEast Division con un totale di 94 punti, ottenendo il terzo posto nella Eastern Conference e tornando così a disputare, dopo 12 anni, i playoff della Stanley Cup, dove si trovarono nuovamente di fronte i New Jersey Devils, dai quali vennero eliminati per 4-3 nei quarti della Conference.
Nel 2024 vincono la prima Stanley Cup della loro storia battendo gli Edmonton Oilers per 4 a 3 nella serie finale.